# Порнография в Хорватии
Порнография в Хорватии легальна, но действуют ограничения. Материалы хардкорной порнографии нельзя продавать лицам младше 18 лет. Распространение, производство или хранение детской порнографии является незаконным и наказывается лишением свободы на срок до 10 лет. Взрослый, намеренно подвергающий детей просмотру порнографии (в том числе порнографии для взрослых), может получить штраф или тюремное заключение сроком до 1 года. 

## Интернет и порнография
В 2015 году социологи из Университета Западного Онтарио и Университета Загреба провели исследования, согласно которым порнография не обязательно причиняет вред молодым людям. Однако психолог из Центра защиты детей и молодёжи Загреба заявил, что откровенные материалы могут быть связаны с жестоким обращением с детьми, что может привести к посттравматическому стрессовому расстройству. Ключевой момент заключается в том, что порнография сама по себе не приносит вреда, если только она не связана с насилием или жестоким обращением.
Было проведено исследование, в котором использование порнографии было связано как с более высоким уровнем самооценки, так и с более выраженными симптомами депрессии и тревоги. Было выявлено, что чем более подавленными себя чувствовали студентки, тем больше вероятность того, что они использовали порнографию.
Технологии увеличили использование порнографии в интернете, в результате чего люди, в том числе несовершеннолетние, подвергаются её воздействию. Одно исследование, проведённое в Хорватии, показало, что по меньшей мере 27% интернет-пользователей в возрасте от 10 до 16 лет хотя бы раз подвергались воздействию порнографии, а средний возраст несовершеннолетних, знакомящихся с порнографией, составлял 12,5 лет. По данным одного из исследований, 88% мальчиков и 66% девочек использовали мобильные устройства для доступа к порнографии.

## Порнография и мастурбация
В 2011 году в подвыборке из 416 участниц опроса 60% молодых женщин в возрасте от 18 до 25 лет сообщили, что они мастурбируют. Из них женщины в возрасте от 22 до 25 лет сообщали о мастурбации ещё чаще. Те, кто смотрел порнографию, чаще мастурбировали.